# 京赤高速动车组列车
京赤高速动车组列车是中国铁路运行于首都北京市及内蒙古自治区赤峰市之间的高速动车组列车，现每日共开行10对列车，列车客运乘务由沈阳局集团沈阳客运段、北京局集团北京客运段担当。

## 历史
2021年1月22日，配合京哈高铁通车，新增往返北京朝阳站至赤峰站之间的高速动车组列车。

## 使用列车

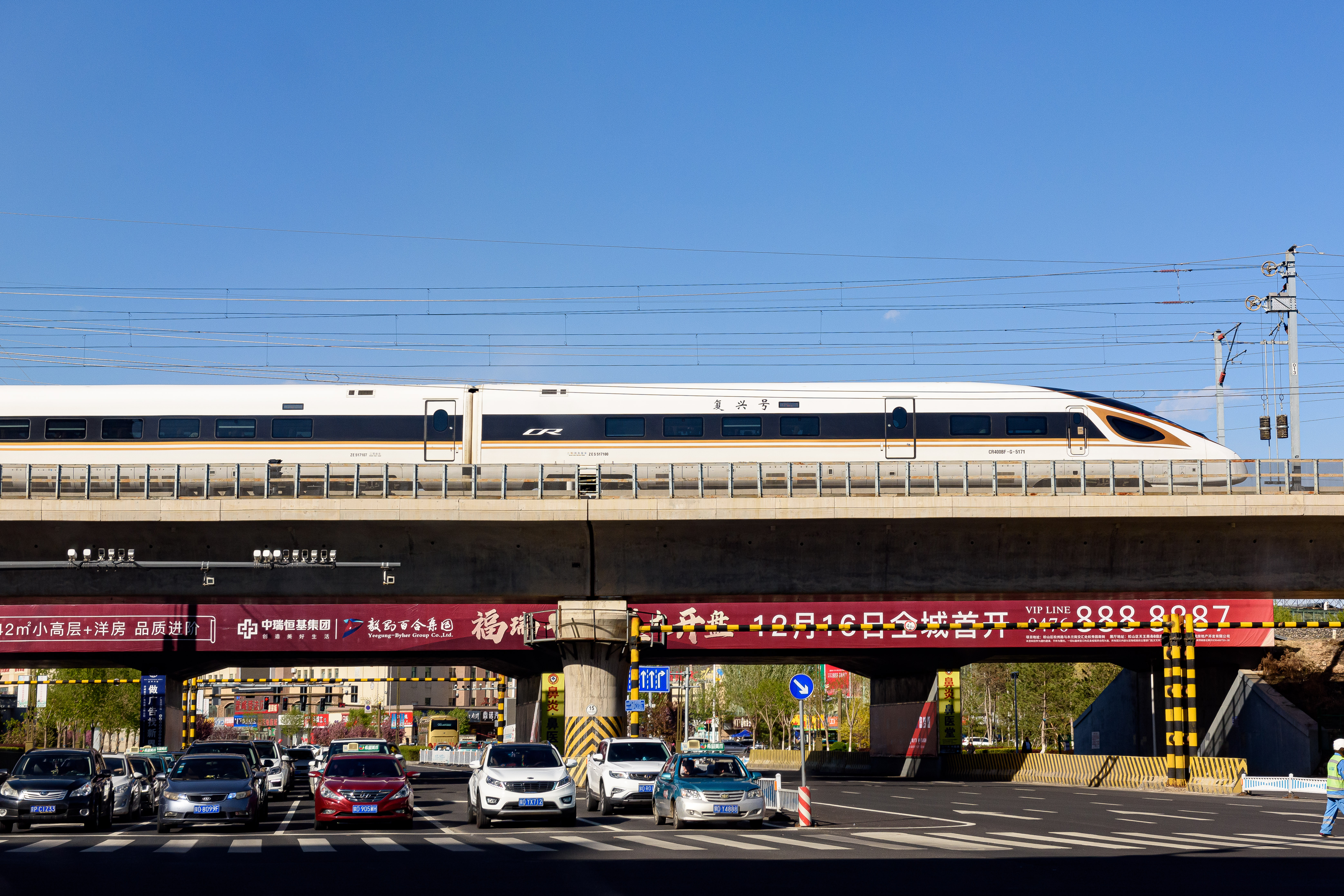
G3671次列车接近赤峰站（2024年4月）

G3661/3678次、G3665/3662次、G3669/3666次、G3673/3670次、G3677/3674次列车使用配属于沈阳局集团赤峰动车运用所的CRH380BG；G3663/3668次、G3667/3672次、G3671/3676次、G3675/3680次、G3679/3664次列车使用配属于北京局集团北京朝阳动车运用所的CR400BF-G。